# Pireella
Pireella là một chi rêu trong họ Pterobryaceae.